# (8547) 1994 CQ
A (8547) 1994 CQ a Naprendszer kisbolygóövében található aszteroida. Ueda Szeidzsi és Kaneda Hirosi fedezte fel 1994. február 4-én.